# Kocioł żeliwny
Kocioł żeliwny – najczęściej stosowany typ kotła w budownictwie mieszkaniowym. Jest też najstarszym typem kotłów - pierwsze konstrukcje kotłów żeliwnych powstały pod koniec XIX wieku. Cechuje się trwałością, odpornością na korozję, łatwością w obsłudze.  
Wyposażony jest w paleniska rusztowe, bezrusztowe lub mechaniczne i posiada najczęściej budowę członową. Człony zawsze są wypełnione wodą, a para może znajdować się w górnej jego części.    
Do jego zalet można zaliczyć zwiększanie jego powierzchni ogrzewalnej oraz stosunkowo małe wymiary.
Do wad należy brak możliwości naprawy przepalonych części oraz wysokie wymagania stawiane jakości wody.